# Abteikirche Saint-Nicolas (Cellefrouin)

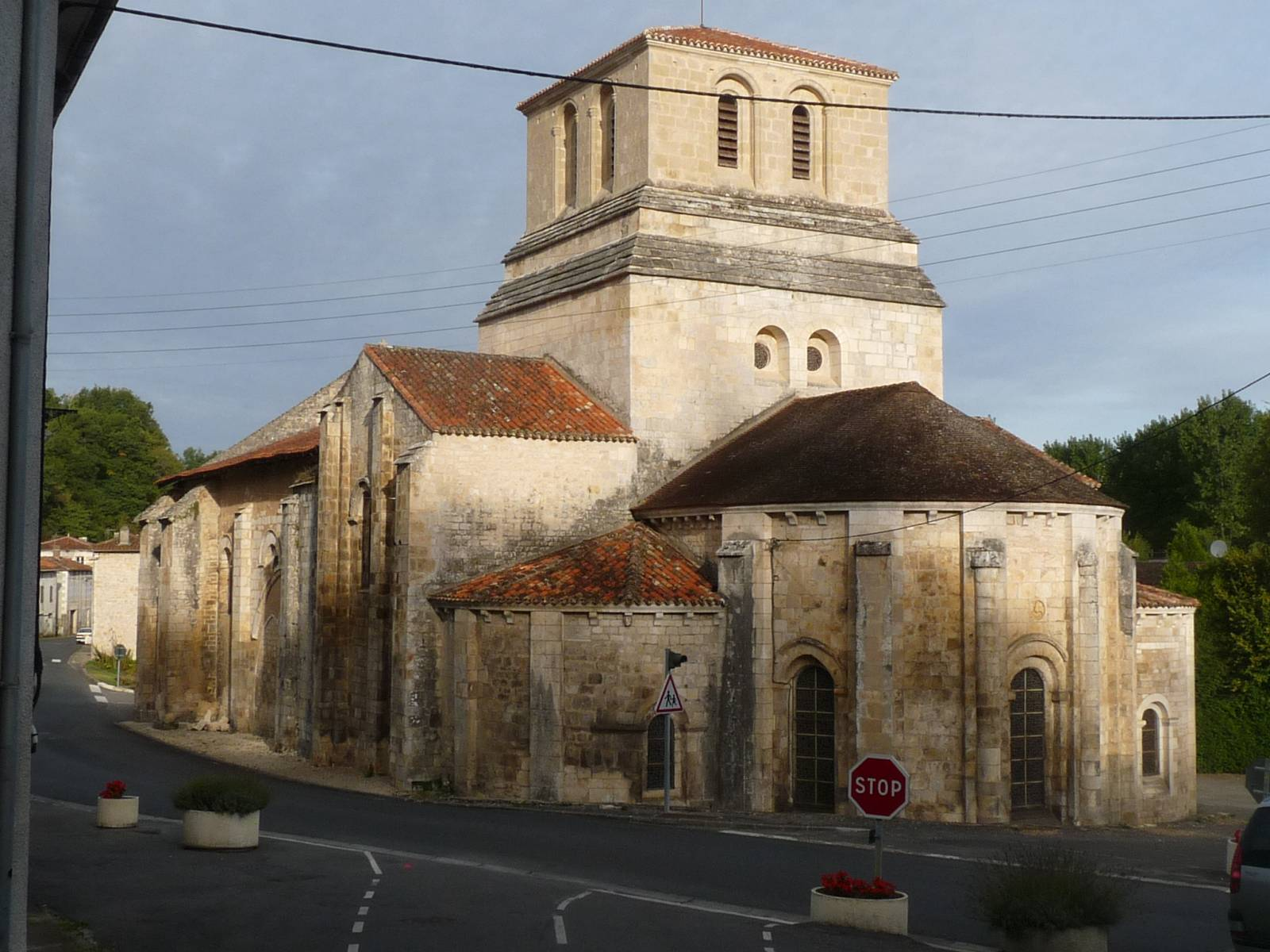
Kirche Saint-Nicolas, Chorhaupt

Die ehemalige Abteikirche Saint-Nicolas der Abtei Saint-Pierre in Cellefrouin ist der vielleicht früheste Kirchenbau im Stil der poitevinischen Romanik in der westfranzösischen Region Nouvelle-Aquitaine. Das Kirchenbauwerk wurde bereits im Jahr 1907 als Monument historique eingestuft.

## Patrozinium
Die Kirche war ursprünglich dem Apostel Petrus geweiht, seit ihrer Nutzung als Pfarrkirche – d. h. wahrscheinlich schon seit dem 16./17. Jahrhundert – ist sie dem Hl. Nikolaus von Myra geweiht.

## Baugeschichte
Die im Jahr 1025 vom Bischof Arnaud de Vitabre von Périgueux gegründete Abtei Saint-Pierre von Cellefrouin ist eine der ältesten im nördlichen Angoumois und hatte ursprünglich wahrscheinlich nur eine hölzerne Kirche. Die Mönche folgten der Augustinerregel bis zum Jahr 1120, als der Papst die Benediktinerregel zur Vorschrift machte, woraufhin einige Mönche das Kloster verließen. Die Baugeschichte der heutigen Kirche ist im Einzelnen unklar: Einige Forscher tendieren zu einem Baubeginn um das Jahr 1050/60 und einer Fertigstellung des Bauwerks um 1100; andere neigen zu einer späteren Datierung (etwa 1080–1120). In den Wirren des Hundertjährigen Krieges (1337–1453) blieb die Kirche – aufgrund ihres abgelegenen Standorts – von Zerstörungen verschont. Während der Hugenottenkriege (1562–1598) wurde die Abtei jedoch von den Protestanten angegriffen; der Vierungsturm der Kirche und die Klostergebäude wurden größtenteils zerstört. Danach verblieben nur eine Handvoll Mönche am Ort, so dass das Kloster in der Zeit der Französischen Revolution ohne größeren Widerstand aufgelöst werden konnte. Die ehemalige Abteikirche wurde nun auch offiziell die Pfarrkirche des Ortes.

## Architektur

### Westfassade

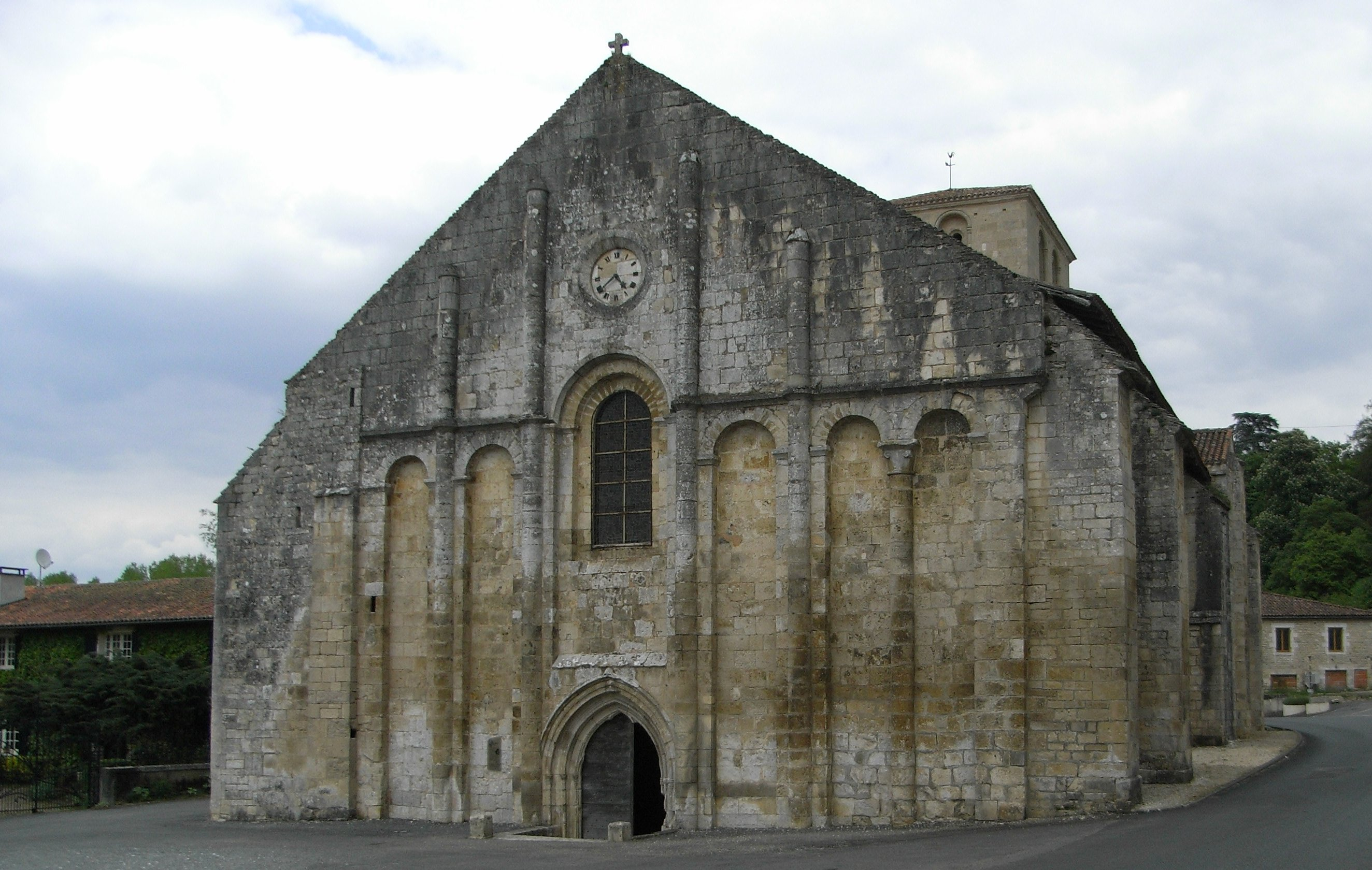
Westfassade

Die Westfassade ist vertikal durch fünf (ehemals sechs) hohe Blendarkaden gegliedert. Die Bögen der vier inneren Blendarkaden ruhen auf Pfeilervorlagen, denen wiederum Dienste vorgelagert sind, die sich in das Giebelfeld hinein fortsetzen. Der Bogen der äußeren rechten Blendarkade ruht dagegen auf einer Halbsäulenvorlage mit Kapitell. Beide Außenwände des Kirchenschiffs wurden nachträglich durch hohe Strebepfeiler stabilisiert, dabei wurde die linke (= nördliche) Blendarkade der Westseite zerstört. Die gesamte Fassade mitsamt ihrem – später eingefügten – spätgotischen Portal und dem darüber befindlichen Westfenster ist vollkommen dekorlos – hierin liegt einer der Hauptgründe für die frühe Datierung des Bauwerks.

### Kircheninneres

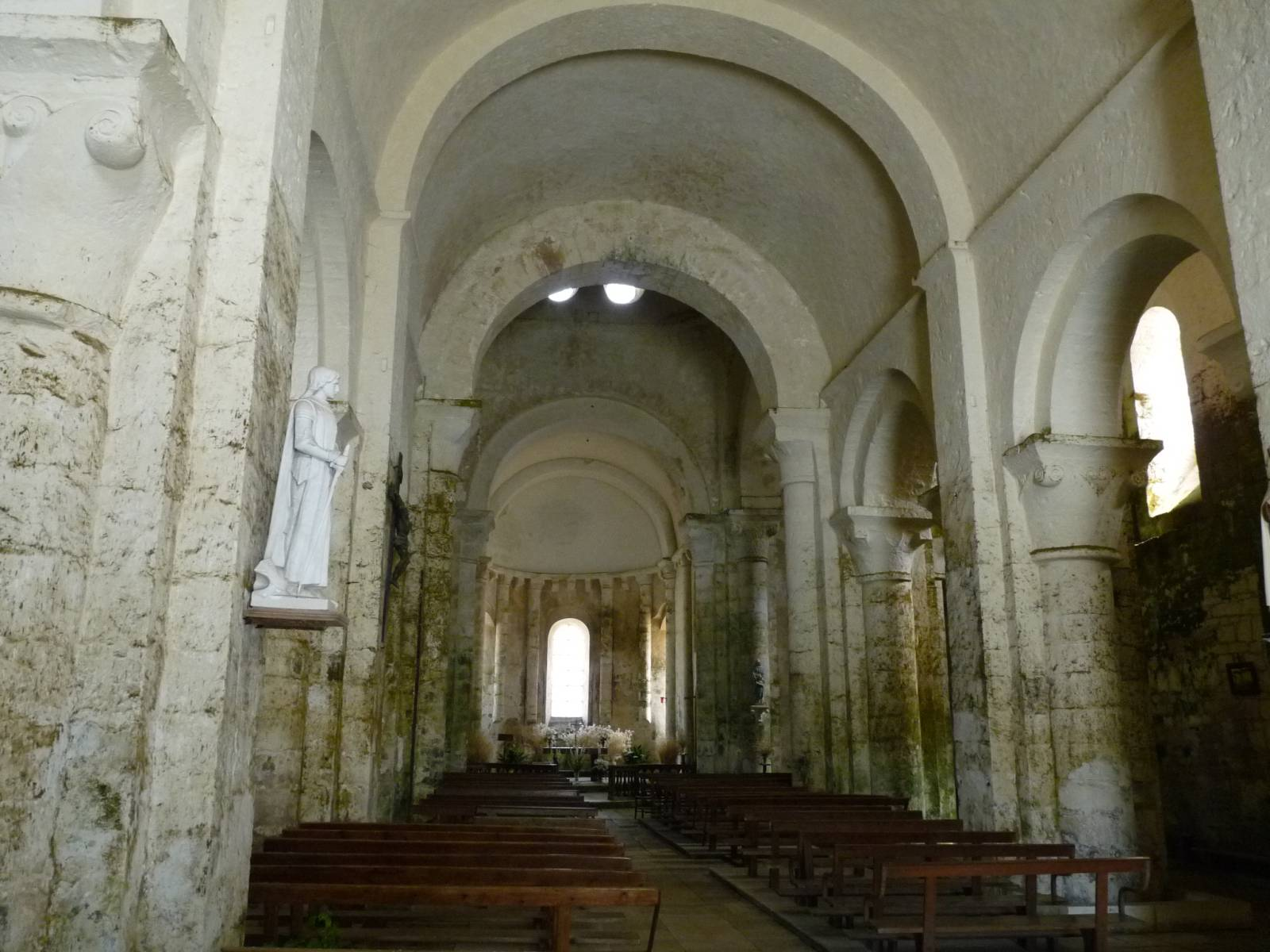
Kircheninneres

Über abwärtsführende Treppenstufen gelangt man in das dreischiffige Kircheninnere; dieses ist geprägt von massiven Pfeilern mit vorgelegten Halbsäulen und riesigen Kapitellblöcken, deren obere Ecken leicht eingerollt sind. Ein Tonnengewölbe mit Gurtbogenunterzügen schließt das Mittelschiff nach oben ab. Das Untergeschoss eines – im 16./17. Jahrhundert weitgehend neu erbauten – Laternenturms über der Vierung belichtet den darunterliegenden Raum durch zwei kleine Rundfenster (oculi) in der Kuppel. Die beiden seitlichen Querhausarme haben einfache Tonnengewölbe. Die Gestaltung der Apsis mit ihren drei großen Fenstern, die jeweils von zwei Säulen gerahmt werden, ist dagegen deutlich feinteiliger; unterhalb der Apsiskalotte verläuft ein Konsolenfries. Auch die groben Formen des Kircheninneren machen eine frühe Datierung wahrscheinlich.

### Chorhaupt

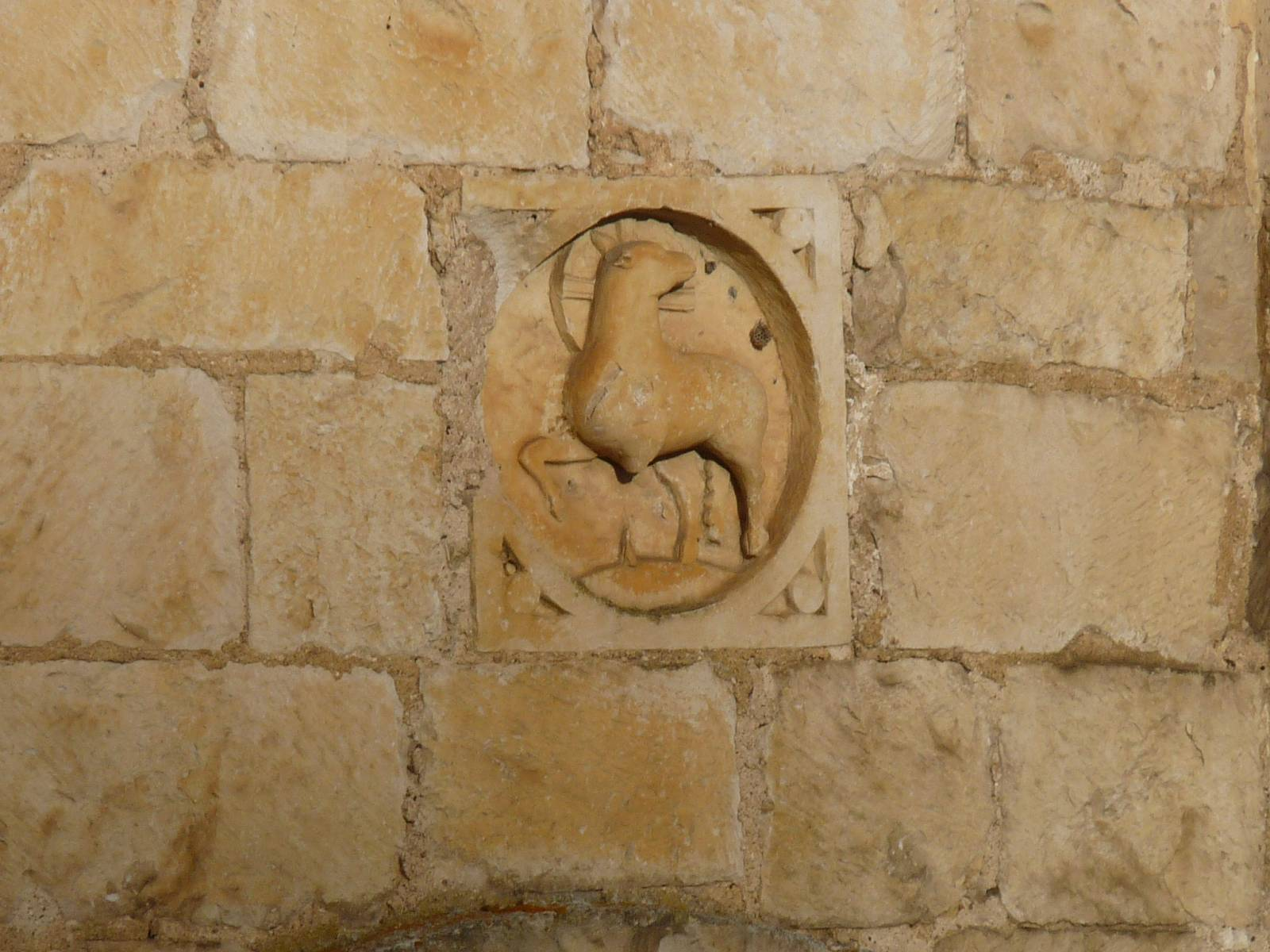
Agnus Dei

Die ehemalige Abteikirche hat ein Transept, an das sich – in der Verlängerung der Seitenschiffe – jeweils eine kleine Apsis anschließt. Die Mittelapsis ist deutlich größer und durch ein Chorjoch nach Osten verlängert; ihre Außenwand ist durch breite Lisenen mit Pfeiler- oder Halbsäulenvorlagen (seitlich des Mittelfensters) gegliedert – über dem Mittelfenster wurde in späterer Zeit ein kleiner quadratischer Stein mit einem schönen Relief eines Agnus Dei in das umgebende Mauerwerk eingelassen. Alle drei Apsiden enden unterhalb der Traufe mit einem schmucklosen Konsolenfries. Insgesamt ist festzustellen, dass Apsis und Westfassade mehrere bauliche Übereinstimmungen und eine gewisse Eleganz aufweisen, während das Langhaus der Kirche von einem anderen Baumeister zu stammen scheint.
Der mächtige quadratische Vierungsturm aus dem 16. Jahrhundert zeigt eine deutlich bessere Steinbearbeitung als die umgebenden Bauteile; er ist zweifach abgestuft und endet in einem Glockengeschoss mit Schallöffnungen in alle vier Himmelsrichtungen.